# Heinrich Jacob von Recklinghausen
Heinrich Jacob von Recklinghausen (* 17. April 1867 in Würzburg; † 12. Dezember 1942 in München) war ein deutscher Arzt, Blutdruckforscher und Philosoph.

## Leben
Sein Vater, Friedrich Daniel von Recklinghausen, war bis 1864 einer der bedeutendsten Schüler Rudolf Virchows, Ordinarius der pathologischen Anatomie in Königsberg, Würzburg und bis zu seinem Tod an der Universität Straßburg. Die Mutter, Marie Jacobson, stammte aus Ostpreußen und war die Tochter des jüdischen Arztes Jacob Jacobson aus Braunsberg. Recklinghausen war das älteste von fünf Geschwistern.
Recklinghausen führte ein zurückgezogenes, einsiedlerhaftes Leben und pflegte, abgesehen von der Familie der Schwester, kaum Kontakte. Ab 1930 verdüsterte sich die Lebensumgebung Recklinghausens zusehends: An Weihnachten 1930 starb sein Schwager Wilhelm Spiegelberg, der Nationalsozialismus wurde für die Existenz der „halbjüdischen“ Familie immer bedrohlicher und drei Neffen (Erwin und Herbert 1937, Reinhard Spiegelberg 1939) verließen Deutschland. Nach dem Kriegseintritt der USA wurde auch ein Briefwechsel mit ihnen unmöglich, die Luftangriffe auf München begannen. Die Hoffnungslosigkeit der von ihm empfundenen Katastrophe des Zweiten Weltkriegs drückte sich vor allem in seinen Gedichten aus.

## Ausbildung und Beruf
Er besuchte in Straßburg das protestantische Gymnasium, war der beste Schüler seiner Klasse (Reifezeugnis 1885). Anschließend studierte er Medizin in Kiel, Leipzig, München, Genf, Heidelberg, Berlin und Straßburg. Während des ersten klinischen Jahres in München erkrankte er an schwerer Neurasthenie und chronischer Schlaflosigkeit. Dadurch verzögerte sich der Abschluss des Studiums, eine feste Berufstätigkeit kam nicht mehr in Frage. 1890 bis 1904 arbeitete er als Assistenzarzt an verschiedenen Krankenhäusern, 1896 in München, 1902 in Bern am physiologischen Institut von Hugo Kronecker und als Schiffsarzt, unterbrochen von längeren Aufenthalten in Sanatorien. Während der Sanatoriumsaufenthalte begann er mit der Malerei, schuf vor allem Landschaftsbilder. Recklinghausen promovierte 1895 in Straßburg.
Bis 1910 lebte er als Privatgelehrter weiter im Elternhaus in Straßburg und gewann durch strenge Selbstdisziplin seine Arbeitskraft wieder. Während des Ersten Weltkriegs war Recklinghausen als Lazarettarzt in Straßburg tätig. Bei Kriegsende musste er wegen seiner deutschen Abstammung das elsässische Straßburg verlassen und ging nach Heidelberg, lebte dort im Haushalt seiner Schwester Elisabeth, die mit dem Ägyptologen Wilhelm Spiegelberg verheiratet war. 1924 übersiedelte die Familie nach München. Recklinghausen folgte ihnen nach und lebte bis zum Ende seines Lebens im Familienkreis der Schwester.

## Leistung

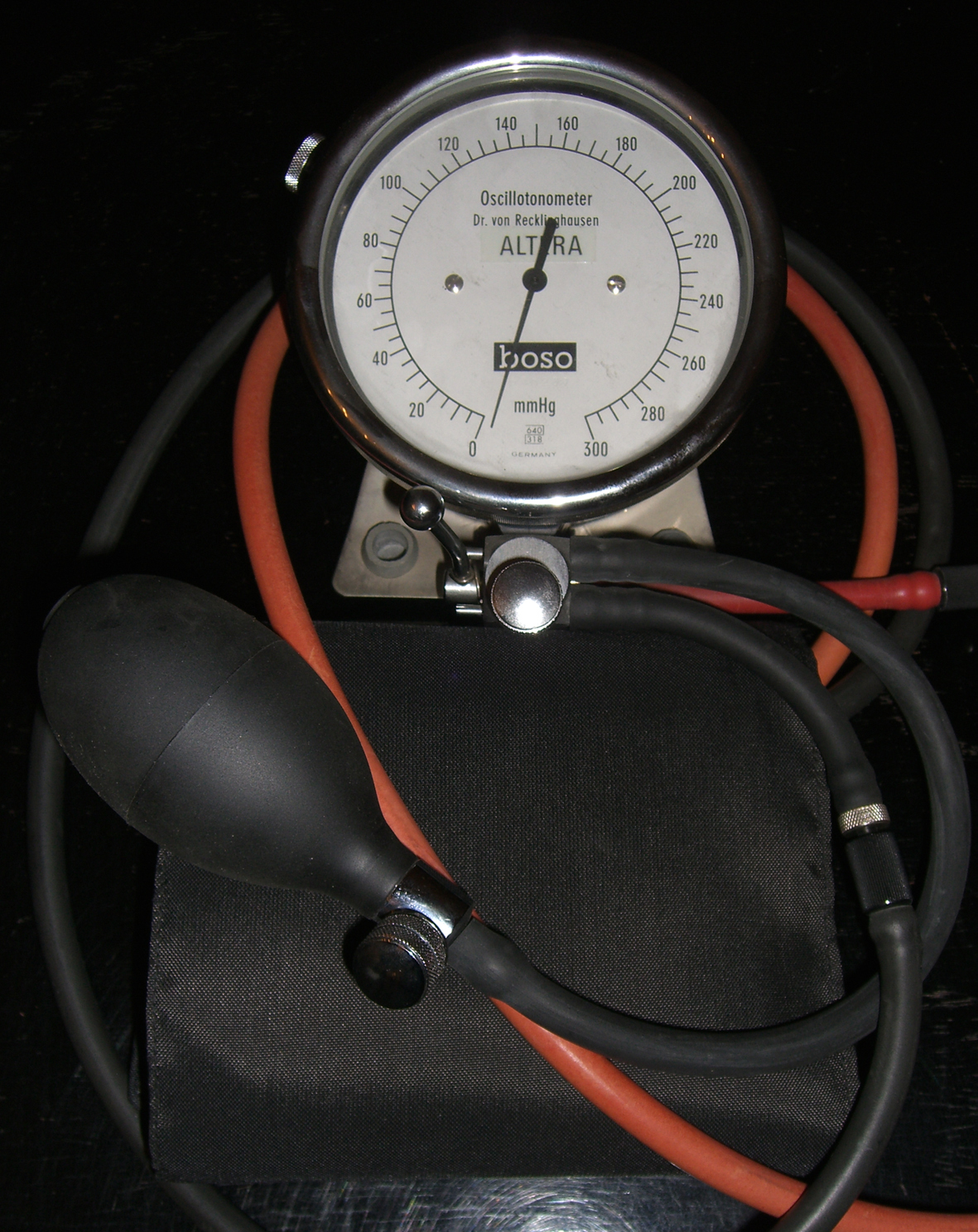
Oszillometrisches Blutdruckmessgerät nach Recklinghausen

Recklinghausen besaß mathematisch-analytische, mechanisch-praktische und philosophisch-künstlerische Begabungen. Auf wissenschaftlichem Gebiet widmete er sich vor allem der Physiologie des Kreislaufs (speziell der Blutdruckforschung) und der Gliedermechanik. Die Quintessenz seiner Arbeit als Lazarettarzt war das zweibändige Werk Gliedermechanik und Lähmungsprothesen (1920), das die mathematischen Grundlagen für die Konstruktion von Glieder-Ersatzapparaten aufzeigt.
Er war einer der bedeutendsten deutschen Blutdruckforscher des 20. Jahrhunderts, nicht nur Arzt und Wissenschaftler, sondern auch ein bemerkenswerter Dichter und Philosoph. Sein Werk blieb bis heute fast gänzlich unbeachtet oder wurde fälschlich seinem Vater zugeschrieben. Recklinghausen beschrieb die theoretischen und praktischen Grundlagen der oszillometrischen Blutdruckmessung, eine wichtige Voraussetzung für die Entwicklung der heutigen digital-elektronischen Messtechnik.

### Blutdruckforschung
Der Schwerpunkt der physiologischen Arbeiten blieb die grundlegende, theoretische und praktische Auseinandersetzung mit Problemen der Blutdruckmessung. Recklinghausen diskutierte zunächst übliche Messverfahren sowie die Zuverlässigkeit der verwendeten Kriterien und beschrieb einen Federtonographen zur Blutdruckbestimmung (1901, 1906). Darüber hinaus erläuterte er ausführlich und zusammenfassend die Kriterien der oszillatorischen Blutdruckmessung (1931). Blutdruckmessgeräte wurden nach Recklinghausens Vorgaben produziert und lange Zeit erfolgreich verkauft.
Nicht nur die methodische Frage nach einer Möglichkeit der exakten indirekten Blutdruckbestimmung war ein wesentliches Anliegen Recklinghausens, sondern die adäquate Beurteilung tonographisch hergestellter Pulsdruckkurven. Die Analyse der oszillatorischen Druckkurve nach Form und Größe sollte genügend zuverlässige Kriterien (form- bzw. magnoszillatorisch) der wichtigen systolischen und diastolischen Werte liefern. Mit diesen grundsätzlichen Problemen beschäftigte sich Recklinghausen seit 1901. Er nannte die bei schrittweiser Änderung des Kompressionsdruck erhaltene Kurve Treppenkurve. Mit den jahrzehntelangen mathematisch-analytischen bzw. praktischen Forschungen zur oszillatorischen Blutdruckmessung verbesserte er diese Methode immer weiter und ist einer der Urväter der oszillatorischen Messgeräte neuester Generation, wo Mikroprozessoren unter anderem die formoszillatorische Beurteilung übermittelter Druckwerte übernehmen. Die Berechnung der Grenzpunkte erfolgt nach speziellen Algorithmen.
1901 beschrieb Recklinghausen ein erstes Blutdruckmessgerät, das prinzipiell dem Apparat von Scipione Riva-Rocci entsprach. Zur Kompression wurde eine große Luftpumpe verwendet, die Gummi-Manschette war doppelwandig und befand sich innerhalb eines Blechmantels. Um einen vollständigen Gefäßverschluss am Oberarm zu erzielen, benutzte Recklinghausen bereits damals eine Manschettenbreite von 10 cm („Recklinghausen-Manschette“).
Das „Recklinghausen-Tonometer“ entstand in den späten 1930er Jahren und wurde von der Firma Bosch & Speidel hergestellt. Es handelte sich hier um ein Oscillotonometer mit Wechselskala (Scala alternans), das trotz komplizierter Mechanik das formoszillatorisch-saltatorische Kriterium gut wiedergab. Das Gerät besaß eine Doppelbeutelmanschette und nur einen Zeiger mit einer Skala.
Wegen der jüdischen Abstammung Recklinghausens wurde der Vertrieb seiner umfassenden Darstellung der Blutdruckproblematik Blutdruckmessung und Kreislauf in den Arterien des Menschen (1940), ein Klassiker der deutschen Blutdruckliteratur, beinahe von NS-Amtsstellen verboten bzw. mit der Auflage eines Werbeverbots belegt.

### Kulturwissenschaft
Weitere Arbeiten behandelten die Figurendarstellung in der ägyptischen Kunst (Figurenprofile als Ausdruck ägyptischer Weltschau), die Druckschriftreform (Streit um die Antiqua- oder Frakturschrift) und die Wahlrechtsverbesserung (demokratische Wahl und Parteieneinfluss). Hierüber korrespondierte er mit dem Soziologen Max Weber und dem Politiker Theodor Heuss. Nachgelassene Unterlagen verschwanden bei einer Durchsuchung seines Zimmers durch die Gestapo.

### Philosophie
Recklinghausen war auch Philosoph. Der philosophische Nachlass (unveröffentlicht) besteht aus Tausenden von Seiten handschriftlicher Notizen, Tabellen und Manuskripten, die in den Jahren 1905 bis 1942 entstanden. Recklinghausens Naturphilosophie galt vor allem dem Erkenntnisvermögen des Menschen: eine Philosophie der Ganzheit mit dem Leitgedanken der Harmonialität. Er beschrieb metaphysisch bzw. erkenntnistheoretisch die Phänomenologie der Natur (einschließlich der Atomphysik) und entwickelte ein originelles philosophisches Konzept des Naturerkennens: Zwei-Medien-Theorie (Dingwelt – Scheindingwelt), Metaphysik des Alls (Wirklichkeit – Überwirklichkeit). Er pflegte Freundschaften und korrespondierte mit den Philosophen Heinrich Rickert, Paul Hensel und Albert Schweitzer. Beeinflussend wirkten auch die indische Philosophie sowie die Schriften von Nicolai Hartmann und Alfred North Whitehead.

## Schriften
- Ueber Blutdruckmessung beim Menschen. In: Archiv für experimentelle Pathologie und Pharmakologie, 46, 1901, S. 78
- Unblutige Blutdruckmessung. In: Archiv für experimentelle Pathologie und Pharmakologie, 55, 1906, S. 375
- Was wir durch die Pulsdruckkurve und durch die Pulsdruckamplitude über den großen Kreislauf erfahren. In: Archiv für experimentelle Pathologie und Pharmakologie, 56, 1906, S. 1
- Neue Apparate zur Messung des arteriellen Blutdrucks beim Menschen. In: Münchener Medizinische Wochenschrift, 60, 1913, S. 817
- Gliedermechanik und Lähmungsprothesen. 2 Bände. Berlin 1920
- Eine neue Pumpe zur Blutdruckmessung am Menschen. In: Deutsches Archiv für klinische Medizin, 146, 1925, S. 212
- Rechtsprofil und Linksprofil in der Zeichenkunst der alten Ägypter. In: Zeitschrift für Ägyptische Sprache und Altertumskunde, 63, 1927, S. 14
- Druckschriftreform. Zwei Abhandlungen zur Fraktur-Antiqua-Frage. In: Mitteilungen der Akademie zur Wissenschaftlichen Erforschung und Pflege des Deutschtums (Deutsche Akademie), 2. Heft, 1929
- Neue Wege der Blutdruckmessung. Berlin 1931
- Blutdruck-Meßmanschette mit Hilfen zur Aufbringung am Oberarm. In: Münchener Medizinische Wochenschrift, S. 79 (1932) 1238
- Blutdruckmessung und Kreislauf in den Arterien des Menschen. Dresden 1940